# Helvécio Ratton
Helvecio Ratton Helvecio Ratton (nascut a Divinópolis el 14 de maig de 1949) és un director de cinema, guionista i productor brasiler.
Exiliat a Xile als anys setanta a conseqüència de la dictadura militar al Brasil, treball en diverses produccions cinematogràfiques.

## Filmografia
- Criação (1978; curtmetratge)
- Em Nome da Razão (1979; curtmetratge)
- João Rosa (1980; curtmetratge)
- Um Homem Público (1981; curtmetratge)
- Cidadão Favelado (1982; curtmetratge)
- A Dança dos Bonecos (1986)[3]
- Menino Maluquinho: O Filme (1995)
- Pequenas Estórias (1996; curtmetratge)
- Amor & Cia (1998)
- Uma Onda No Ar (2002)
- Batismo De Sangue (2006)[4][5]
- Pequenas Histórias (2007)
- O Segredo dos Diamantes (2014)